# ペリー公園
ペリー公園（ぺりーこうえん）は、神奈川県横須賀市にある横須賀市立の都市公園（歴史公園）である。横須賀・西武パートナーズが指定管理者をつとめる。

## 解説
1853年（嘉永5年）に黒船を率いて同市の浦賀に来航したマシュー・ペリー提督の上陸の地である久里浜に整備された。園内にはペリー来航を記念して1901年（明治34年）7月14日に米友協会が建立したペリー上陸記念碑を中心に、ペリー記念館、児童広場がある。なお、上陸記念碑の碑文「北米合衆国水師提督伯理上陸紀念碑」は伊藤博文の揮毫（きごう）によるものである。毎年7月中旬頃、久里浜ペリー祭が行われる。
久里浜港一帯はみなとオアシスの登録をしていて、みなとオアシス"ペリー久里浜"を構成する施設の一である。

## ペリー記念館
ペリー記念館は、横須賀市の市制80周年を記念して1987年に開館したペリーの足跡を記念する記念館である。
建物は2階建てで、館内は1階が受付と黒船来航当時の久里浜周辺の地形と黒船を再現したジオラマ模型の展示、2階がペリーの久里浜上陸図や当時の絵図といった資料の展示室となっている。

### 施設概要
- 開館 1987年（昭和62年）5月1日
- 延床面積 256.34 m2
- 階数 地上2階建て
- 開館時間 9:00〜16:30
- 休館日 月曜日（祝日の場合はその翌日）、年末年始
- 入館料 無料

## アクセス
- 鉄道：JR横須賀線久里浜駅・京急久里浜線京急久里浜駅から徒歩20分。
- バス：久里浜駅・京急久里浜駅からバス10分、「ペリー記念碑」下車。
- 船：東京湾フェリー久里浜港から徒歩10分。

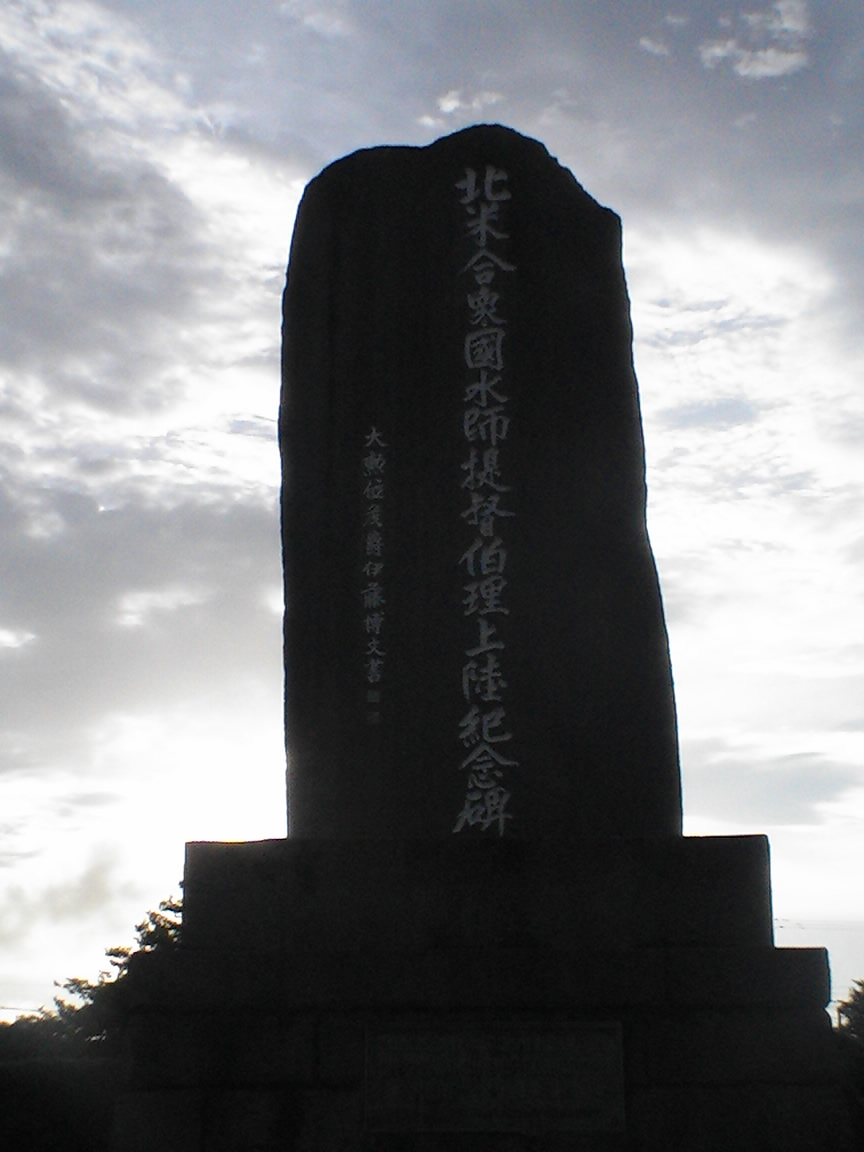
記念碑
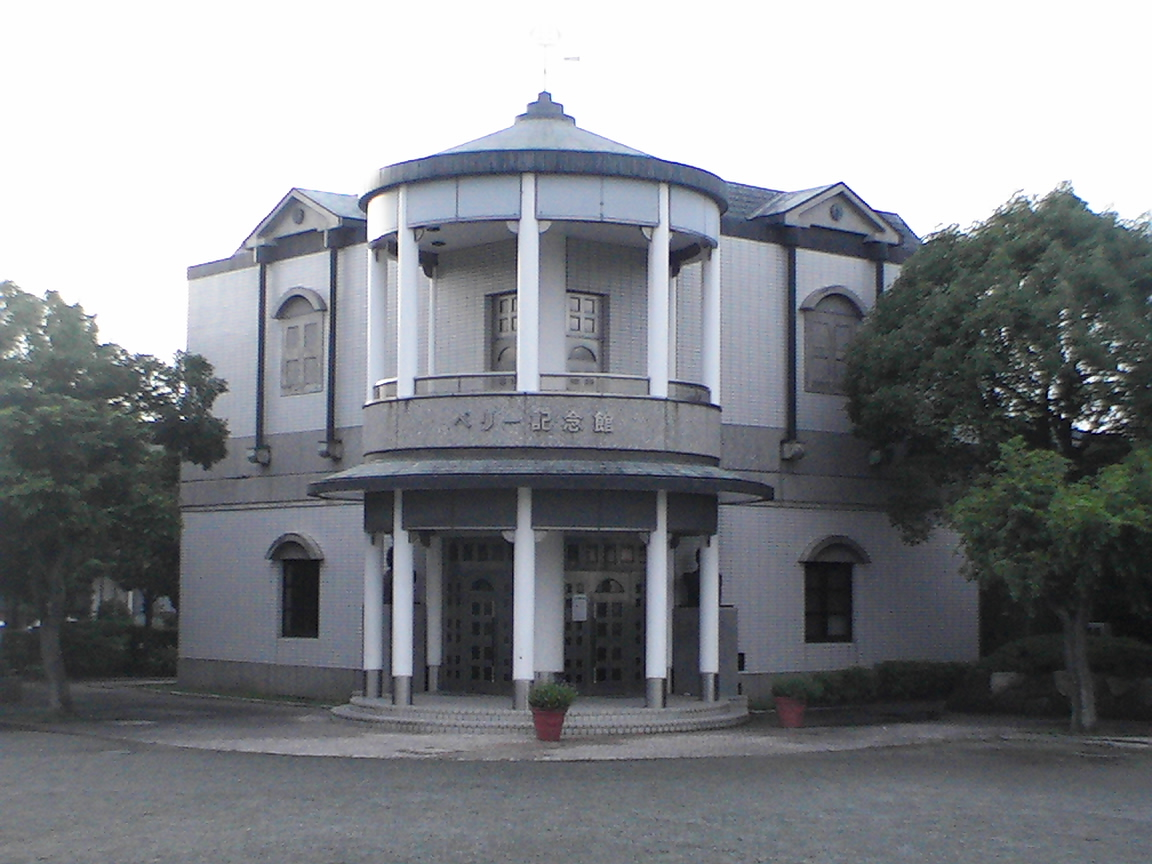
記念館

## 周辺
- くりはま花の国